# Cyathothecium
Cyathothecium là một chi rêu trong họ Hypnaceae.